# FK Sutjeska Nikšić
Der FK Sutjeska Nikšić ist ein Fußballverein aus der montenegrinischen Stadt Nikšić. Neben FK Budućnost Podgorica gilt der FK Sutjeska als der beliebteste und traditionsreichste Verein in Montenegro. Sutjeska ist außerdem für seine Jugendarbeit und das Hervorbringen von Talenten bekannt, z. B. haben die beiden montenegrinischen Nationalspieler Mirko Vučinić und Vukašin Poleksić hier ihre Karriere begonnen.

## Name
Von seiner Gründung bis 1945 trug der Verein die Namen SK Hajduk (1927–1930) und SK Hercegovac (1930–1941). Zwischen 1941 und 1945 war der Verein aufgrund des Zweiten Weltkriegs aufgelöst. Im Nachgang des Krieges wurde die Mannschaft neugegründet. Namensgeber wurde die Schlacht an der Sutjeska, die heute als Wendepunkt des Zweiten Weltkriegs auf dem Balkan angesehen wird. Der gewählte Name sollte die kommunistischen Partisanen ehren, die in der Schlacht fielen. Der Verein führt den Namen Sutjeska bis heute weiter im Titel, auch wenn der entsprechende Schauplatz und der namensgebende Fluss Sutjeska im Nachbarstaat Bosnien und Herzegowina liegen.

## Geschichte
In der ersten montenegrinischen Saison 2006/07 konnte die Mannschaft noch nicht überzeugen. Sie erreichten aber das Pokalfinale, unterlagen dort aber FK Rudar Pljevlja mit 2:1.
In der darauf folgenden Saison landete die Mannschaft am Ende auf einem Relegationsplatz und sicherte sich in einem knappen Spiel die weitere Teilnahme in der ersten Liga. Aufgrund des schlechten Abschneidens wurde der komplette Vorstand von der Stadt entlassen und das neue Management hatte die Aufgabe den Ruf des Vereins und den Kader zu verbessern.
In der Saison 2008/09 kehrten einige ehemalige Spieler zurück nach Nikšić. Darunter das Stürmertalent Krsto Zvicer und der ehemalige Kapitän der Mannschaft Drazen Medjedovic. Die Saison war sehr erfolgreich für die Mannschaft und wurde mit dem 3. Platz beendet.
Durch diese Platzierung qualifizierte sich die Mannschaft für die Qualifikation zur UEFA Europa League 2009/10. Dort traf Sutjeska Nikšić auf MTZ-RIPA Minsk. Die belarussische Mannschaft siegte im Rückspiel mit 2:1 nach Verlängerung.

## Stadion
Seine Heimspiele trägt der Verein im Stadion Gradski in Nikšić aus. Das Multifunktionsstadion fasst 10.800 Plätze.

## Europapokalbilanz
| Saison  | Wettbewerb                    | Runde                  | Gegner                | Gesamt          | Hin     | Rück          |
| ------- | ----------------------------- | ---------------------- | --------------------- | --------------- | ------- | ------------- |
| 2003    | UEFA Intertoto Cup            | 1. Runde               | US Luxemburg          | 4:1             | 3:0 (H) | 1:1 (A)       |
| 2003    | UEFA Intertoto Cup            | 2. Runde               | Tampere United        | 0:1             | 0:0 (A) | 0:1 (H)       |
| 2009/10 | UEFA Europa League            | 1. Qualifikationsrunde | MTZ-RIPA Minsk        | 2:3             | 1:1 (H) | 1:2 n. V. (A) |
| 2013/14 | UEFA Champions League         | 2. Qualifikationsrunde | Sheriff Tiraspol      | 1:6             | 1:1 (A) | 0:5 (H)       |
| 2014/15 | UEFA Champions League         | 2. Qualifikationsrunde | Sheriff Tiraspol      | 0:5             | 0:2 (A) | 0:3 (H)       |
| 2015/16 | UEFA Europa League            | 1. Qualifikationsrunde | Debreceni Vasutas SC  | 2:3             | 0:3 (A) | 2:0 (H)       |
| 2017/18 | UEFA Europa League            | 1. Qualifikationsrunde | Lewski Sofia          | 1:3             | 1:3 (A) | 0:0 (H)       |
| 2018/19 | UEFA Champions League         | 1. Qualifikationsrunde | FK Astana             | 0:3             | 0:1 (A) | 0:2 (H)       |
| 2018/19 | UEFA Europa League            | 2. Qualifikationsrunde | FC Alaschkert Martuni | 0:1             | 0:1 (H) | 0:0 (A)       |
| 2019/20 | UEFA Champions League         | 1. Qualifikationsrunde | ŠK Slovan Bratislava  | 2:2 (3:2 i. E.) | 1:1 (A) | 1:1 n. V. (H) |
| 2019/20 | UEFA Champions League         | 2. Qualifikationsrunde | APOEL Nikosia         | 0:4             | 0:1 (H) | 0:3 (A)       |
| 2019/20 | UEFA Europa League            | 3. Qualifikationsrunde | Linfield FC           | 3:5             | 1:2 (H) | 2:3 (A)       |
| 2020/21 | UEFA Europa League            | 1. Qualifikationsrunde | RK Borac Banja Luka   | 0:1             | 0:1 (A) | 0:1 (A)       |
| 2021/22 | UEFA Europa Conference League | 1. Qualifikationsrunde | FC Gagra Tiflis       | 2:1             | 1:0 (H) | 1:1 (A)       |
| 2021/22 | UEFA Europa Conference League | 2. Qualifikationsrunde | Maccabi Tel Aviv      | 1:3             | 0:0 (H) | 1:3 (A)       |
| 2022/23 | UEFA Champions League         | 1. Qualifikationsrunde | Ludogorez Rasgrad     | 0:3             | 0:2 (A) | 0:1 (H)       |
| 2022/23 | UEFA Europa Conference League | 2. Qualifikationsrunde | KÍ Klaksvík           | 0:1             | 0:0 (H) | 0:1 (A)       |
| 2023/24 | UEFA Europa Conference League | 1. Qualifikationsrunde | SS Cosmos             | 2:1             | 1:0 (H) | 1:1 (A)       |
| 2023/24 | UEFA Europa Conference League | 2. Qualifikationsrunde | FC Santa Coloma       | 2:3             | 2:0 (H) | 0:3 n. V. (A) |
| 2025/26 | UEFA Conference League        | 1. Qualifikationsrunde | FK Dinamo Brest       | 3:2             | 1:2 (H) | 2:0 (A)       |
| 2025/26 | UEFA Conference League        | 2. Qualifikationsrunde | Beitar Jerusalem      | 3:7             | 1:2 (H) | 2:5 (A)       |

Gesamtbilanz: 41 Spiele, 7 Siege, 12 Unentschieden, 22 Niederlagen, 28:59 Tore (Tordifferenz −31)
Stand: 31. Juli 2025

## Erfolge
- Montenegrinischer Meister (5): 2013, 2014, 2018, 2019, 2022
- Montenegrinischer Pokalsieger (2): 2017, 2023
- Montenegrinischer Pokalfinalist (1): 2007

## Spieler
- Mirko Vučinić (1998–1999), Jugend, (1999–2000) Spieler,
- Vukašin Poleksić (199?–2000) Jugend, (2005–2006, 2015–2016) Spieler